# 1972 في الدنمارك
فيما يلي قوائم الأحداث التي وقعت خلال عام 1972 في الدنمارك.

## سياسة

### تعيين في المنصب
- 5 أكتوبر – أنكار يورغنسن رئيس وزراء الدنمارك.

### انتهاء فترة المنصب
- 5 أكتوبر – جينز أوتو كراغ رئيس وزراء الدنمارك.

## مواليد

### فبراير
- 3 فبراير – جيسبر كيد ملحن دنماركي.

### مارس
- 23 مارس – بيتر مولر لاعب كرة قدم دنماركي.

### أبريل
- 15 أبريل – ترين ديرهولم ممثلة دنماركية.
- 18 أبريل – لارس كريستيانسن لاعب كرة يد دنماركي.
- 24 أبريل – آن دورثي تانديروب لاعبة كرة يد دنماركية.

### مايو
- 27 مايو – إسكيلد إيبيسن مُجدّف دنماركي.
- 31 مايو – هايدي أستروب لاعبة كرة يد دنماركية.

### يونيو
- 16 يونيو – بو هانسن لاعب كرة قدم دنماركي.

### يوليو
- 19 يوليو – إبه ساند لاعب كرة قدم دنماركي.

### أغسطس
- 20 أغسطس – بيتر هنريكسن لاعب كرة يد دنماركي.

### سبتمبر
- 2 سبتمبر – سيرين كولدينغ لاعب كرة قدم دنماركي.
- 30 سبتمبر – آري بيهن مؤلف نرويجي.

## وفيات

### يناير
- 14 يناير – فريدريك التاسع ملك الدنمارك (مواليد 1899) موسيقي دنماركي.

### أكتوبر
- 7 أكتوبر – إيريك إريكسون (مواليد 1902) سياسي دنماركي.